# Carl Martin Eggesbø
Carl Martin Eggesbø (* 8. Juli 1995) ist ein norwegischer Schauspieler. Größere Bekanntheit erlangte er durch die Jugendserie Skam.

## Leben
In der Serie Skam wirkte Eggesbø in der Rolle des Eskild in drei von 2016 bis 2017 ausgestrahlten Staffeln mit. Er erlangte mit der Serie schließlich auch außerhalb seines Heimatlandes Bekanntheit. Im Jahr 2016 gelang ihm die Aufnahme an der Kunsthochschule Oslo. Sein Schauspielstudium beendete er im Jahr 2019. Am Hålogaland Teater hatte er im selben Jahr sein Theaterdebüt. Später war er unter anderem für das Trøndelag Teater tätig. In dem im Jahr 2020 gedrehten Film Narvik, der während der Schlacht um Narvik spielt, erhielt Eggesbø eine der Hauptrollen. Er übernahm dort die Rolle eines norwegischen Soldaten. Bereits zuvor wirkte er am ebenfalls in den 1940er-Jahren spielenden Filmdrama Betrayed mit.
Eggesbø nahm an der im Frühjahr 2021 von TV 2 ausgestrahlten zweiten Staffel der Reality-Serie Kompani Lauritzen teil. Er konnte die Staffel gewinnen.

## Filmografie (Auswahl)
- 2009: Orps: The Movie
- 2009: Orps (Fernsehserie)
- 2016–2017: Skam (Fernsehserie, 21 Folgen)
- 2019: Skam NL (Fernsehserie, 1 Folge)
- 2020: Betrayed (Den største forbrytelsen)
- 2021–2024: Pørni (Fernsehserie, 8 Folgen)
- 2021: Narvik (Kampen om Narvik)
- 2021: Mio min Mio
- 2023: Norwegian Dream
- 2024: Explosions in My Heart